# Håll musiken igång – The Real Group sjunger Povel
Håll musiken igång – The Real Group sjunger Povel från 2008 är ett musikalbum av a cappella-gruppen The Real Group. Man hyllar Povel Ramel med några av hans egna visor och som sista spår en hyllningssång av Anders Edenroth.

## Låtlista
Text och musik av Povel Ramel om inget annat anges.
1. Håll musiken igång – 9:40
2. Ta av dig skorna! (Povel Ramel/Beppe Wolgers) – 3:40
3. Johanssons boogie-woogie-vals – 2:47
4. De sista entusiasterna (Povel Ramel/Beppe Wolgers) – 3:57
5. Följ mig bortåt vägen – 5:30
6. Den finska klockan – 4:16
7. The Big Juleblues – 4:55
8. Underbart är kort – 4:22
9. (Till Povel) Konditori Förgätmigej (Anders Edenroth) – 4:45

## Medverkande
- Margareta Bengtson – sopran
- Anders Edenroth – tenor
- Katarina Henryson – alt
- Anders Jalkéus – bas
- Peder Karlsson – baryton

## Mottagande
Skivan fick ett ganska svalt mottagande när den kom ut med ett snitt på 2,7/5 baserat på fyra recensioner.

## Listplaceringar
| Lista (2008) | Topplacering |
| ------------ | ------------ |
| Sverige      | 4            |